# Rodrigo Paganino
Rodrigo Botelho da Fonseca Paganino Júnior (Lisboa, 2 de Agosto de 1835 - Carnide, 22 de Setembro de 1863) foi um reconhecido médico, escritor, tradutor e jornalista Português. Foi um dos fundadores das revistas Arquivo Universal (para a qual contribui entre 1859 e 1861) e Jornal de Belas-Artes e colaborou também para outras publicações da época como O Panorama  (1837-1868), Ilustração Luso-Brasileira   (1856-1859), Arquivo Pitoresco, Português, Progresso e Revista de Lisboa. 
A sua obra com mais sucesso e mais conhecida desde o seu tempo foi a colecção de contos Os Contos do Tio Joaquim (1861). Foi também notável como tradutor de teatro e pela sua peça de teatro original Os Dois Irmãos, que foi um sucesso durante a sua exibição original no Teatro Dona Maria II. Júlio Dinis (cujo estilo ruralista Paganino precedeu) viria a descrevê-lo como «um dos mais promissores talentos de romancista popular».
A ele se refere também Bulhão Pato, na sua obra: Sob os Ciprestes - Vida Íntima de Homens Ilustres.

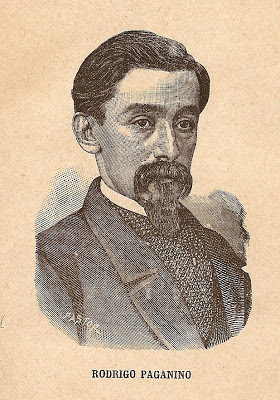
Rodrigo Paganino.

Filho de Rodrigo Botelho da Fonseca Paganino e de D. Maria Máxima Cró Paganino, neto paterno de Rodrigo Botelho da Fonseca Paganino (falecido em 31 de Outubro de 1842 na freguesia da Encarnação, Lisboa) e de D. Quitéria Maria do Espírito Santo.
Faleceu aos 28 anos de idade na Quinta do Sarmento, freguesia de Carnide (Lisboa), sendo sepultado em jazigo no Cemitério do Alto de São João.

## Obras
- Os Contos do Tio Joaquim (publicado originalmente em 1861), Planeta Editora, ISBN 972-731-149-0
- Os Dois Irmãos, 1861, Lisboa.

Drama de actualidade de Rodrigo Paganino, representado pela primeira vez em 20-11-1856 no Teatro de D. Maria II. A acção ocorre numa aldeia do Minho e em Lisboa, e põe em cena dois irmãos, separados por conflitos sociais e inconscientes.